# تیگرانوهی آلیخانیان
تیگرانوهی پاتواکانی آلیخانیان (ارمنی: Տիգրանուհի Պատվականի Ալիխանյան؛ انگلیسی: Tigranuhi Alikhanyan؛ زادهٔ ۹ ژوئیهٔ ۱۹۵۰) سلول‌شناس، و پزشک اهل ارمنستان است.

## زندگی‌نامه
وی در ۹ ژوئیه ۱۹۵۰ در ایروان به دنیا آمد و از دانشگاه پزشکی دولتی ایروان (۱۹۷۳) فارغ‌التحصیل گشت. وی در مؤسسه ملی سلامت فعالیت کرده است.

## یادداشت
1. ↑  բժշկական գիտությունների դոկտոր